# Fred H. Brown
Fred Herbert Brown, född 12 april 1879 i Ossipee i New Hampshire, död 3 februari 1955 i Somersworth i New Hampshire, var en amerikansk demokratisk politiker och befattningshavare. Han var guvernör i delstaten New Hampshire 1923–1925. Han representerade New Hampshire i USA:s senat 1933–1939.
Brown tjänstgjorde som borgmästare i Somersworth och som federal åklagare innan han vann guvernörsvalet 1922. Han efterträdde 1923 Albert O. Brown som guvernör. Han efterträddes två år senare av John Gilbert Winant.
Brown besegrade den sittande senatorn George H. Moses i senatsvalet 1932. Han ställde upp för omval efter en mandatperiod i senaten men besegrades av republikanen Charles W. Tobey.
Brown tjänstgjorde 1939-1940 som Comptroller General of the United States, kongressens controller, chef för General Accounting Office.
Brown var frimurare. Han gravsattes på Ossipee Cemetery i Ossipee.